# 미하엘 크르멘치크
미하엘 크르멘치크(체코어: Michael Krmenčík, 1993년 3월 15일 ~ )는 체코의 축구 선수로, 체코 1부 리그 클럽 슬로바츠코와 체코 국가대표팀에서 공격수로 활약하고 있다.

## 구단 경력

### 초기 경력
2011년, 크르멘치크는 1군으로 승격되었고, 같은 해 4월, 프르지브람과의 경기에서 데뷔 전을 치렀다. 2011-12 시즌, 그는 바니크 소콜로프로 임대되어 프로 첫 골을 넣었다.

### 빅토리아 플젠
2020년 1월까지 크르멘치크는 빅토리아 플젠에서 뛰는 많은 사람들에게 깊은 인상을 남겼다. 124경기에서 62골을 넣고 16도움을 기록했으며 4개의 트로피를 거머쥐었다. 그는 또한 2017-18년 시즌 리그 최고 득점자였다.
2018-19년 시즌 인대 파열로 오랫동안 활동을 하지 못했지만, 그가 돌아왔을 때 그는 인상적이었다. 그의 활약은 클뤼프 브뤼허에게 그의 잠재력을 확신시켰다.

### 클뤼프 브뤼허
2020년 1월, 클뤼프 브뤼허는 크르멘치크를 자신들의 것으로 만들기 위해 600만 유로를 썼다. 그는 벨기에 클럽과 3년 6개월 계약을 맺었다.

### 슬로바츠코
2024년 8월 14일, 크르멘치크는 체코 1부 리그의 슬로바츠코와 2년 계약을 맺었다.

## 국가대표팀 경력
2016년, 크르멘치크는 11월 11일에 열린 노르웨이와의 UEFA 유로 2016 예선 전에서 체코 국가대표팀에 처음으로 차출되었고, 이 경기에서 선제골을 기록하며 데뷔 전을 치렀다.